# Большие Кибячи
Большие Кибячи (тат. Олы Кибәче) — село в Сабинском районе Республики Татарстан, административный центр Большекибячинского сельского поселения.

## География
Село находится на реке Ныса, в 33 км к юго-востоку от районного центра — посёлка городского типа Богатые Сабы.

## История
Основание села относят к периоду Казанского ханства (в середине XVI в.). В исторических документах известно также под названием Студёный Ключ.
В сословном плане, в XVIII веке и вплоть до 1860-х годов, жителей села причисляли к государственным крестьянам. Основными занятиями жителей села являлись земледелие (в начале XX века земельный надел сельской общины составлял 546,2 десятины), скотоводство, пчеловодство, кожевенный и кузнечный промыслы, торговля.
По сведениям из первоисточников, в 1859 году в селе действовала мечеть. В начале XX века также действовали водяная мельница и мелочная лавка.
До 1920 года село входило в Абдинскую волость Мамадышского уезда Казанской губернии. С 1920 года в составе Мамадышского кантона ТАССР. С 10 августа 1930 года в Сабинском районе.
В 1930-х годах в селе был организован колхоз, с 1960 года в составе совхоза «Икшурминский», с 1986 года — совхоза «Кибячинский», с 1994 года коллективное предприятие «Кибячинский».

## Население
| 1859 | 1897 | 1908 | 1920 | 1926 | 1949 | 1970 | 1979 | 1989 | 2002 | 2010 | 2020 |
| ---- | ---- | ---- | ---- | ---- | ---- | ---- | ---- | ---- | ---- | ---- | ---- |
| 294  | 534  | 575  | 719  | 614  | 637  | 719  | 725  | 636  | 576  | 554  | 482  |

Национальный состав села — татары.

## Экономика
В 2020-е годы здесь работают 2 крупных сельхозпредприятия: общество с ограниченной ответственностью «Саба» (растениеводство, мясомолочное животноводство) и общество с ограниченной ответственностью «ТАТМИТ Агро» (свиноводство). В селе также действуют крестьянские (фермерские) хозяйства. Население занимается преимущественно растениеводством, животноводством.

## Инфраструктура
В селе действуют средняя школа (с 1992 г.), детский сад (с 1976 г.), клуб, библиотека, фельдшерско-акушерский пункт.

## Религия
2 мечети: (1990 г.) и «Фанил» (2009 г.).